# Phenacopithecus
 Phenacopithecus  ist eine ausgestorbene Gattung der Primaten, die vor rund 35 Millionen Jahren im späten Eozän im Gebiet der heutigen Volksrepublik China vorkam. Die Gattung wurde erstmals 2004 wissenschaftlich beschrieben. Typusart der Gattung ist Phenacopithecus xueshii.

## Namensgebung
Die Bezeichnung der Gattung ist abgeleitet vom griechischen Wort φέναξ pʰénax, „Täuscher“ oder „Betrüger“ sowie vom gleichfalls griechischen Wort πίθηκος píthēkos, „Affe“. Das Epitheton der Typusart, xueshii, ehrt laut Erstbeschreibung Professor Huang Xueshi „in Anerkennung seiner zahlreichen Beiträge zur Erforschung der Säugetiere des frühen Känozoikums in China und seines unermüdlichen Einsatzes für die Rettung der Nanbaotou-Fauna“.
Zugleich mit der Typusart wurde auch die zweite Art der Gattung, Phenacopithecus krishtalkai, erstmals wissenschaftlich beschrieben. Das Epitheton dieser Art, krishtalkai, verweist auf Dr. Leonard Krishtalka, der am 11. Mai 1994 das Typusexemplar (und bislang einzig bekannte Fossil diese Art) entdeckte.

## Erstbeschreibung
Der Erstbeschreibung von Gattung und Typusart im Jahr 2004 liegt als Holotypus ein einziger, isoliert gefundener Prämolar P4 zugrunde, der aus einem rechten Unterkiefer stammt (Sammlungsnummer IVPP V11998.4; IVPP = Institut für Wirbeltierpaläontologie und Paläoanthropologie der Chinesischen Akademie der Wissenschaften). Als Paratypen wurden diesem Prämolar 15 weitere, ebenfalls isoliert gefundene Zähne und Zahnfragmente zugeordnet, darunter ein Unterkiefer-Milchzahn P4 sowie mehrere Prämolaren (P2, P3, P4) und Molaren (M1, M3) aus Unterkiefern und Oberkiefern, ferner ein rechter Unterkiefer-Eckzahn. Alle Zähne stammen vom Fundort Nanbaotou, und zwar aus der Zhaili-Fundschicht der Heti Formation, Yuanqu Basin, Provinz Shanxi, Volksrepublik China (Koordinaten: 35°08.14′ N, 111°51.80′ E).
Die Abgrenzung der neu eingeführten Gattung gegenüber anderen Gattungen erfolgte anhand von Merkmalen der Zahnoberflächen und insbesondere gegenüber Eosimias, Arsinoea Bahinia und Catopithecus, wobei angemerkt wurde, dass die Individuen von Phenacopithecus ausweislich der Zahngröße vermutlich 160 bis 300 Gramm wogen und somit größer als Eosimias, aber kleiner als Bahinia waren.
Holotypus von Phenacopithecus krishtalkai ist ein Oberkiefer-Fragment mit drei erhaltenen Zähnen (P4, M1 und M2, Sammlungsnummer IVPP V11997). Von der Typusart abgegrenzt wurde Phenacopithecus krishtalkai anhand von Merkmalen der Zahnoberfläche des Molars M1. Fundort war Locality 7, Rencun-Fundschicht der Heti Formation, Yuanqu Basin, Provinz Henan, Volksrepublik China (Koordinaten: 35°03.01′ N, 111°48.82′ E).

## Belege
1. ↑  K. Christopher Beard und Jingwen Wang: The eosimiid primates (Anthropoidea) of the Heti Formation, Yuanqu Basin, Shanxi and Henan Provinces, People's Republic of China. In: Journal of Human Evolution. Band 46, Nr. 4, 2004, S. 401–432, doi:10.1016/j.jhevol.2004.01.002 (+ Erratum doi:10.1016/j.jhevol.2004.05.001).